# Força de Proteção de Trípoli
Força de Proteção de Trípoli é uma aliança de milícias de Trípoli formada em 2018.

## Histórico
A Força de Proteção de Trípoli foi fundada em 18 de dezembro de 2018 pela aliança de quatro milícias da capital líbia:
- Brigada de Trípoli, também chamada de Brigada de Revolucionários de Trípoli;
- Grupo de Intervenção Abu Salim, também conhecido como Centro de Segurança de Abu Salim ou Ghneiwa;
- Brigada Nawasi, também chamada de 8.ª Força Nawasi;
- Brigada Bab Tajura.

Todas, exceto a brigada de Bab Tajura, foram consideradas as "milícias mais proeminentes" em Trípoli antes da aliança. 
A Força Rada, outra das principais milícias de Trípoli, não se une à coalizão, mas permanece próxima dela.
Em 10 de fevereiro de 2019, a Força de Proteção de Trípoli anunciou que se juntaria a uma coalizão mais ampla, a Força de Proteção da Região Ocidental.